# Kinect Star Wars
Kinect Star Wars est un jeu vidéo d'action développé par Terminal Reality et édité par LucasArts et Microsoft Studios, sorti en 2012 sur Xbox 360.

## Système de jeu
Le jeu utilise Kinect et se compose de cinq sections :
- Galactic Dance-off : le joueur doit reproduire des chorégraphies interprétés par des personnages-phares de la saga Star Wars ; les chansons sont des tubes dont les paroles ont été adaptées pour correspondre à l'univers (Ridin' Solo devient I'm Han Solo, Hollaback Girl est renommée Hologram Girl). Ainsi, sont pastichés ou incluses des chansons de Gwen Stefani, Selena Gomez and the Scene, Christina Aguilera, Britney Spears, Yolanda Be Cool, Jamiroquai, Bruno Mars, Jason Derulo, Daft Punk, La Roux, Village People, deadmau5, Dirty Vegal et Kool and the Gang. Ce qui est décrit comme un clone de Dance Central viendrait d'un jeu inabouti sur la danse, afin de profiter des licences musicales[1].
- Jedi Destiny : le joueur incarne un padawan qui combat le Côté Obscur.
- Rancor Rampage : l'utilisateur contrôle à l'aide de ses mouvement un rancor qui saccage une ville.
- Podracing : le joueur devient pilote de podracer et doit remporter des courses.
- Duels of Fate : combats de sabres laser en arène contre divers ennemis et lors du final, contre Dark Vador.

## Accueil
- Famitsu : 32/40[2]
- Jeuxvideo.com : 12/20[3]